# (74296) 1998 SV147
1998 أس في 147 (ويعرف أيضًا باسم (74296) 1998 أس في 147 وفق تسمية الكوكب الصغير) (بالإنجليزية: 1998 SV147)‏؛ هو كويكب ضمن حزام الكويكبات.
اكتُشف هذا الجُرم الفلكي بواسطة إيريك والتر إلست في 20 سبتمبر 1998، وترتيبه 74296 من حيث الاكتشاف.

## الوصف
اكتُشف 742961998SV في 20 سبتمبر 1998 في مرصد لاسيلا، الواقع في صحراء أتاكاما، إقليم كوكيمبو في تشيلي، بواسطة عالم الفلك البلجيكي إيريك والتر إلست. وقد رصد المشروع 1,247 مشاهدة للكويكب إلى غاية 5 فبراير 2022 بتوقيت منطقة المحيط الهادئ، أي في مدة قدرها 8,536 يومًا (23.4 عام). تستغرق الفترة المدارية للكويكب 1,600 يومًا (4.4 عام).

## الخصائص المدارية
يتميز مدار هذا الكويكب بنصف محور رئيسي يبلغ 2.68 وحدة فلكية، وحضيض قدره 2.29 وحدة فلكية، وانحراف قدره 0.145 وزاوية ميلان 13.4 درجة بالنسبة لمسار الشمس. بسبب هذه الخصائص، أي نصف المحور الرئيسي بين 2 و3.2 وحدة فلكية وحضيض أكبر من 1,666 وحدة فلكية، يُصنف هذا الجُرم الفلكي وفقًا لقاعدة بيانات مختبر الدفع النفاث لأجرام النظام الشمسي الصغيرة كائنًا من حزام الكويكبات الرئيسي.

## وصلات خارجية
- (74296) 1998 SV147 في قاعدة بيانات مختبر الدفع النفاث لأجرام النظام الشمسي الصغيرة

- الاكتشاف · مخطط المدار ·  العناصر المدارية · المعلمات المادية

- (74296) 1998 SV147 على موقع ويكي سكاي: DSS2, SDSS, GALEX, IRAS, Hydrogen α, X-Ray, Astrophoto, Sky Map, Articles and images